# Pastel de choclo
Le gâteau de maïs (en espagnol pastel de choclo) est un mets traditionnel argentin, chilien et péruvien fait à base de maïs moulu (choclo) et de basilic. La pâte ainsi formée est mise sur une préparation de viande, d’oignon, de sel, de poivre et de cumin.
Le pastel de choclo est habituellement préparé dans un paila (bol de terre cuite). On ajoute parfois à la fin de la cuisson des œufs durs, des olives ou des morceaux de poulet.